# La celebración
La celebración é uma minissérie argentina de 2014 dirigida por Javier Van de Couter com produção de Pablo Culell, e exibida aos domingos pela Telefe. A série recebeu uma nomeação ao Emmy Internacional 2015.

## Enredo
Minissérie em 13 episódios e com elencos rotativos, "La celebración" retrata desejos íntimos, familiares e sócias, disparando histórias de maneiras diferentes.

## Lista de capítulos
| Nº (Canal 12) | Nº (Telefe) | Título do capítulo e elenco | Data de Lançamento (Canal 12) | Data de Lançamento (Telefe) | Audiência (Telefe) |
| ------------- | ----------- | --- | ----------------------------- | --------------------------- | ------------------ |
| 1             | 2           | Aniversario Mercedes Morán e Jorge Suárez Com Mercedes Scápola, Natalia Figueiras, Rodolfo Prantte, Hervé Segata, Rosario Ortega, Malena Sánchez, Agustín Suárez, Fede Medina e Norma Pons Canção: Sabor A Nada de Palito Ortega                   | 7 de fevereiro de 2014        | 2 de março de 2014          | 5.4                |
| 2             | 1           | Cumpleaños Gastón Soffritti, Antonio Birabent, Martín Seefeld e Andrea Pietra Com Vera Spinetta, Ignacio Giménez, Florencia Limonoff, Juan Cruz Lucero, Vanesa Maja y Malena Sánchez Canção: Cuchillos de Charly García                            | 14 de fevereiro de 2014       | 23 de fevereiro de 2014     | 7.5                |
| 3             | 4           | Navidad Maju Lozano e Adrián Navarro Com Matías Marmorato, Fabián Arenillas, Lorena Vega, Fernando Sayago, Violeta Navarro e Marina Castillo Blanco Canção: Par Mil de Divididos                                                                   | 21 de fevereiro de 2014       | 16 de março de 2014         | 6.2                |
| 4             | 3           | Bautismo Con Luis Machín e María Onetto Com Michel Noher, Eliseo Barrionuevo, Camila Sosa Villada, Mónica Salvador, Roberto Peloni, Sofía Wilhelmi e Mario Verón Canção: Los Mareados de Enrique Cadicamo y Juan Carlos Cobian                     | 28 de fevereiro de 201        | 9 de março de 2014          | 7.7                |
| 5             | 6           | Boda Agustina Cherri, Nazareno Casero e Cecilia Rosetto Com Elías Viñoles, Lucrecia Blanco, Carlos Cano, Javier Drolas, Emilio Bardi, Cristina Tejedor, Carolina Cats, Mimí Ardú y Roly Serrano Canción: No Me Dejes de Jacques Brel               | 7 de março de 2014            | 30 de março de 2014         | 6.1                |
| 6             | 7           | Madre Susú Pecoraro Com Lucas Escariz, Ailín Salas, María Canale, Pablo Cura, Pedro Merlo, Naiara Awada, Nahuel Viale e Verónica Llinás Canção: La Última Prosa de Lisandro Aristimuño                                                             | 14 de março de 2014           | 6 de abril de 2014          | 6.3                |
| 7             | 9           | Funeral Julieta Ortega, Martina Gusmán e Emilia Mazer Com Marta Lubos, Federico Salles, Gonzalo Urtizberea, Ariel Bertone, Fausto Collado e Marita Ballesteros Canção: Quiero Estar Entre Tus Cosas de Daniel Melero                               | 21 de março de 2014           | 20 de abril de 2014         | 6.4                |
| 8             | 5           | Primavera Andrea Bonelli e Nicolás Francella Com María Socas, Ernesto Larrese, Ana Pauls, Luis Margani, Daniela Pantano, Alejandro Gibeli e Félix Valiente Canción: Arráncame La Vida de Agustín Lara                                              | 28 de março de 2014           | 23 de março de 2014         | 5.9                |
| 9             | 8           | Homenaje Claudia Lapacó e Alan Daicz Com Mónica Villa, Jimena Anganuzzi, Mauricio Lavaselli, Alfredo Alessandro, Amelia Teruel, Bruno Giganti y Carolina Casal Canções: Prealude Op.29 N°1 de Juan Rezzuto El Reino Del Revés de María Elena Walsh | 4 de abril de 2014            | 13 de abril de 2014         | 5.5                |
| 10            | 11          | Niño Romina Gaetani e Marina Glezer Com Fabián Mazzei, Maite Lanata, María José Demare, Juan Pablo Mirabelli, Gabriela Pastor, Gonzalo Senestrari e Patricio Ramos Canção: Dulce Condena de Los Rodríguez                                          | 11 de abril de 2014           | 11 de maio de 2014          | 6.7                |
| 11            | 10          | Despedida de soltero Antonio Birabent e Natalia Figueiras Com Laura Conforte, Víctor Malagrino, Martín Buzzo, Eugenia Rosales, Mario Verón, Horacio Vallejo e Rafa de Simone Canção: Como Eran Las Cosas de Babasónicos                            | 18 de abril de 2014           | 27 de abril de 2014         | 8.5                |
| 12            | 12          | Amigo Carlos Belloso e Martina Juncadella Con Fabio Aste, Diego Acosta y Alejandra Rubio Canção: Crimen de Gustavo Cerati | 25 de abril de 2014           | 18 de maio de 2014          | 5.3                |
| 13            | 13          | Egresados Adrián Navarro e Cecilia Dopazo Com Christian Sancho, Diana Lamas, Juan Ignacio Machado, Mariana Chaud e Gastón Ricaud Canção: Barro Tal Vez de Mercedes Sosa                                                                            | 2 de maio de 2014             | 25 de maio de 2014          | 7.5                |

## Prêmios
2015: Emmy Internacional
- Melhor Filme para TV ou minissérie (Indicado)